# Gwigwi Mrwebi
Ben 'Gwigwi' Mrwebi (Johannesburg, circa 1936 - Verenigde Staten, 1973) was een Zuid-Afrikaanse saxofonist die township jive en jazz speelde.

## Biografie
Mrwebi speelde in de jaren vijftig als altsaxofonist en klarinettist bij The Jazz Maniacs (met Kippie Moeketsi) en zijn eigen band Harlem Swingsters. In 1958 en 1960  nam hij met de Jazz Dazzlers (met Kippie Moeketsi, Hugh Masekela en Jonas Gwangwa) verschillende van zijn composities op voor het label Gallo. Nadat hij het nummer Gwigwi geschreven had, werd hij ook bekend als Bra Gwigwi. Hij was verkoopleider van het tijdschrift Drum. Mrwebi werkte mee aan de musical King Kong toen die in Londen werd opgevoerd, in het stuk was hij de verteller en klarinettist. Vanwege de apartheid in Zuid-Afrika bleef Mrwebi in 1961 in Londen.
Eind jaren zestig speelde hij vaak in radioshows van de BBC World Service Africa. In 1967 nam hij een naar het Zuid-Afrikaanse muziekgenre kwela vernoemd album op, met Chris McGregor, Dudu Pukwana, Ronnie Beer, Coleridge Goode en Laurie Allan (in 2006 opnieuw uitgebracht onder de titel Mbaqanga Songs). Hij ging daarna na Boston, om aan het Berklee College of Music te studeren.